# Котушка індуктивності

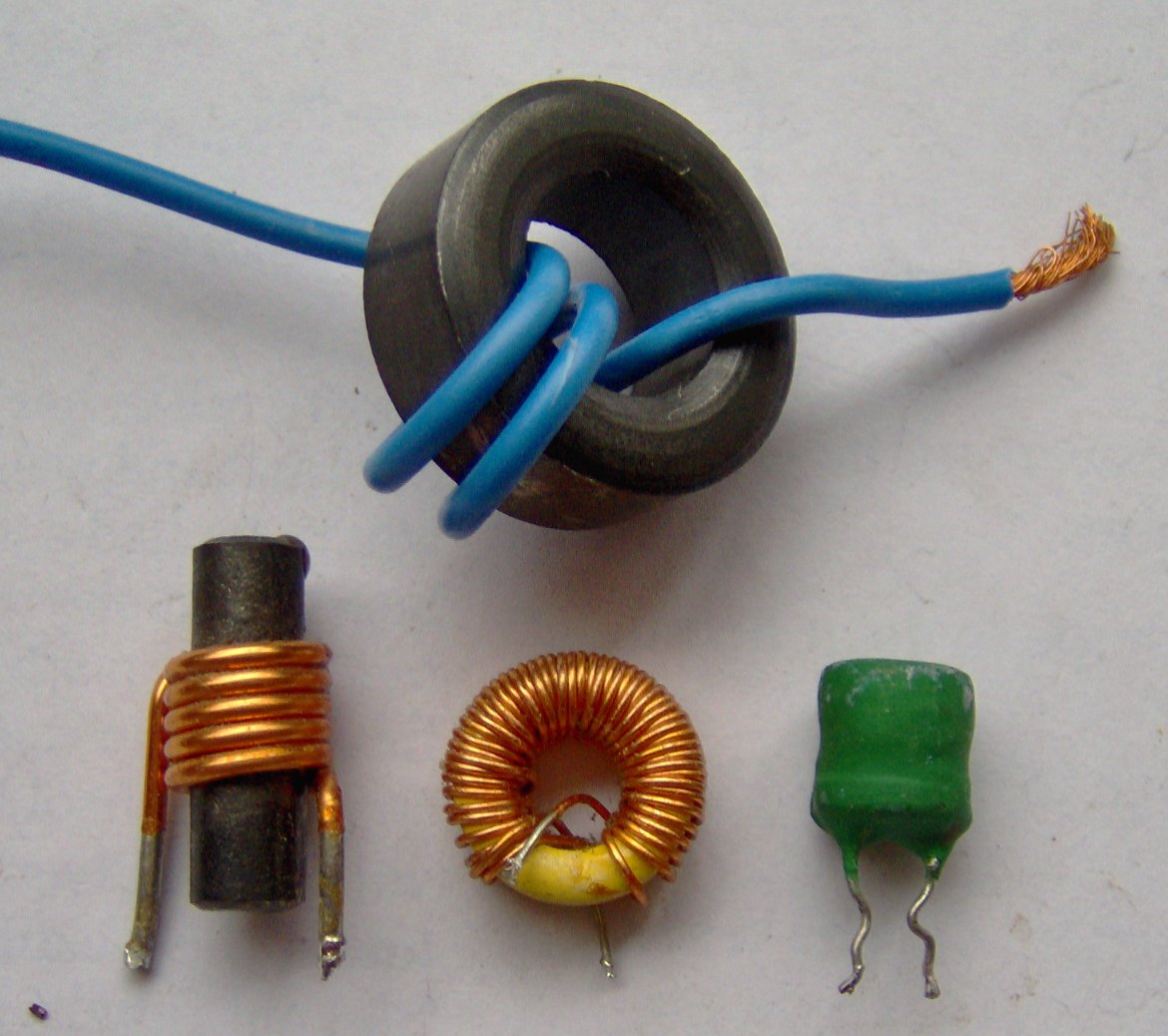
Варіанти виконання котушок індуктивності

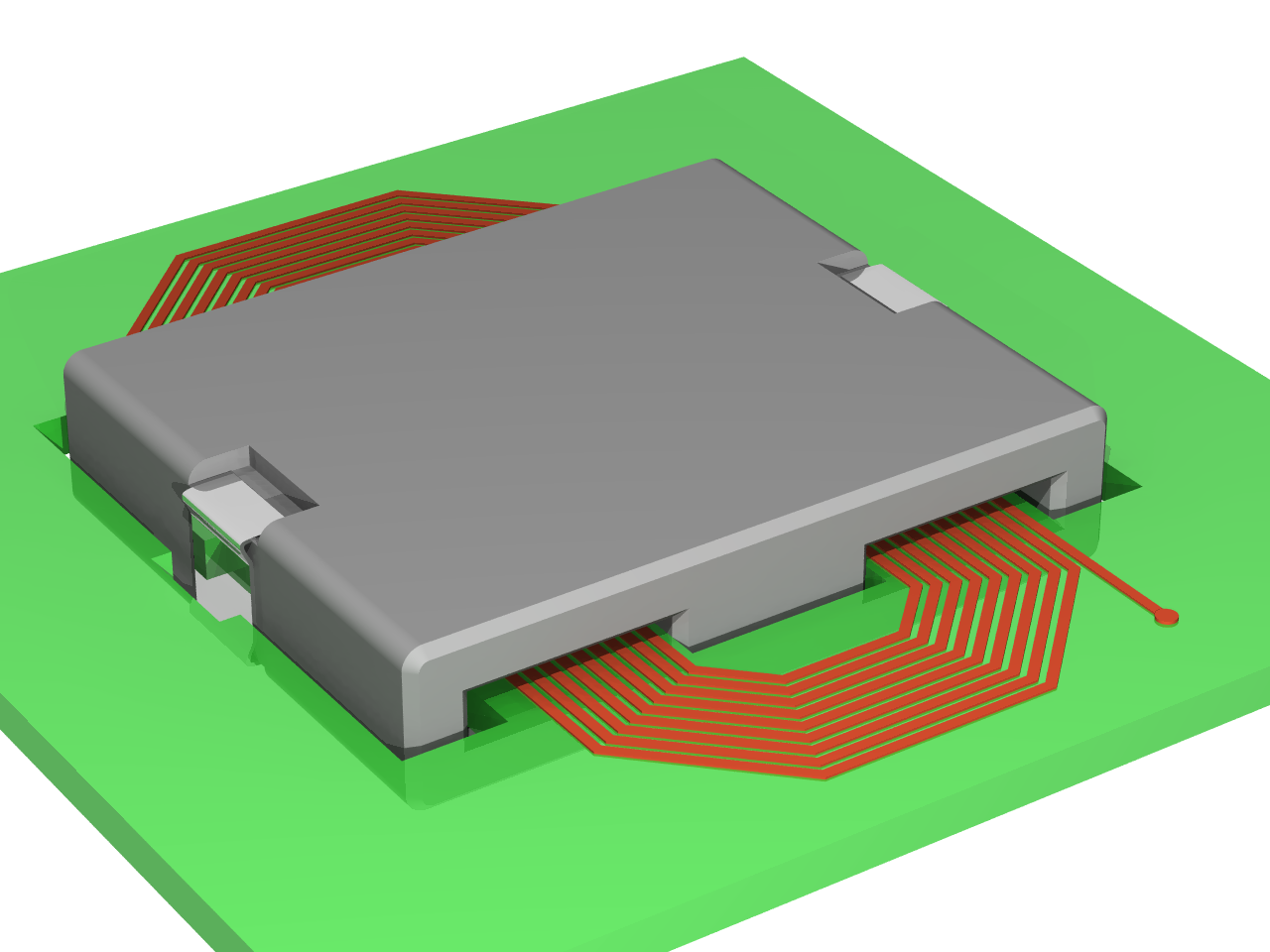
Плоска (планарна) котушка індуктивності, виконана на друкованій платі

Узагальнене позначення котушки індуктивності на електричних схемах

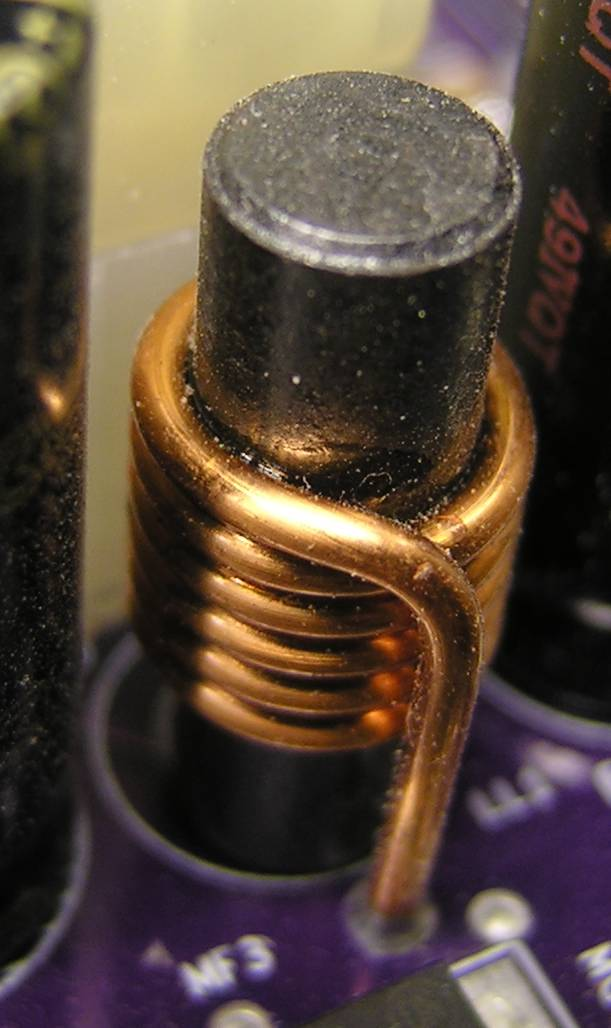
Котушка індуктивності в імпульсному стабілізаторі напруги на материнській платі комп'ютера

Коту́шка індукти́вності або індукти́вна коту́шка — елемент електричного кола, що являє собою сукупність витків, призначений для використання його індуктивності. Котушка індуктивності має вигляд згорнутого у спіраль ізольованого дроту, котра має значну індуктивність при відносно великій електричній провідності та малому активному опорі. Дріт може намотуватись на каркас з діелектрика циліндричної, тороїдальної або прямокутної форми. Така система здатна запасати енергію при протіканні електричного струму.
Для збільшення індуктивності котушка здебільшого намотується на магнітопровід — феромагнітне осердя з електротехнічної сталі, пермалою, карбонільного заліза, феритів. Котушку без осердя називають соленоїдом. Осердя використовують також для зміни індуктивності резонансних контурів в невеликих межах. Особливі котушки, які використовуються в певних електричних колах, називають дроселями. У силовій електротехніці котушку індуктивності називають електричним реактором.
На друкованих платах електронних пристроїв іноді роблять плоскі «котушки» індуктивності: геометрія доріжки провідника на платі виконується у вигляді круглої чи прямокутної спіралі, хвилястої лінії або меандра. Такі «котушки індуктивності» знайшли застосування у надшвидкодійних цифрових пристроях для узгодження часу поширення групи сигналів різними друкованими провідниками від джерела до приймача, наприклад, в шинах даних та адрес.
До основних показників котушок індуктивності належать: номінальне значення індуктивності, допустиме відхилення індуктивності, найбільший струм котушки, опір втрат, номінальна добротність, температурний коефіцієнт індуктивності (TKL), власна ємність, робочий розбіг температур.

## Фізичні принципи
Магнітне поле за своєю природою вихрове. Його силові лінії замкнуті. Силові лінії магнітного поля навколо прямого провідника із струмом утворюють коло. У котушці індуктивності провідник має таку форму, що всередині котушки магнітне поле, створене кожною його ділянкою додається, а за межами котушки суперпозиція поля, створеного окремими ділянками провідника, призводить до його гасіння.
Конфігурація магнітного поля в котушці схематично зображена на рисунку. Більше значення напруженості магнітного поля відповідає областям простору, де густина силових ліній вища. Всередині котушки магнітне поле, створене нижніми ділянками провідника, й верхніми, має однаковий напрям. За межами котушки напрям створеного поля від верхніх та нижніх ділянок провідника різний. Силові лінії, густина яких велика всередині котушки, замикаються через зовнішній простір. Якщо довжина котушки набагато більша за її товщину, то напруженість магнітного поля за межами котушки дуже мала, майже нульова. На рисунку це відповідає меншій густоті силових ліній за межами котушки.
В довгій котушці напруженість магнітного поля всередині рівномірна вздовж її осі за винятком країв. Величина напруженості магнітного поля й магнітної індукції в котушці залежить від сили струму, що протікає через провідник і від геометричних факторів: розмірів, числа витків та способу намотки, форми внутрішньої області. Магнітний потік крізь внутрішній переріз котушки прямо пропорційний силі струму:
{\displaystyle \Phi =LI\,},
де {\displaystyle \Phi \,} — магнітний потік, {\displaystyle I\,} — сила струму. Коефіцієнт пропорційності {\displaystyle L\,} називається індуктивністю котушки й є її основною характеристикою.
Магнітна індукція всередині довгого соленоїда в СГС дорівнює
{\displaystyle B={\frac {4\pi }{c}}{\frac {NI}{l}}}
де B — магнітна індукція, c — швидкість світла, N — кількість витків, l — довжина котушки. Тому магнітний потік
{\displaystyle \Phi =BSN={\frac {4\pi }{c}}{\frac {N^{2}S}{l}}I},
отже,
{\displaystyle L={\frac {4\pi }{c}}{\frac {N^{2}S}{l}}}.
Ця формула справедлива для ідеального соленоїда, емпіричні формули для розрахунку реальних котушок наведені нижче.
Енергія магнітного поля в котушці дорівнює
{\displaystyle E={\frac {1}{2}}LI^{2}}.

## Електрорушійна сила індукції
При зміні сили струму в провіднику виникає електрорушійна сила індукції, пропорційна індуктивності котушки та швидкості зміни сили струму:
{\displaystyle {\mathcal {E}}=-{\frac {d\Phi }{dt}}=-L{\frac {dI}{dt}}}.
Електрорушійна сила індукції завжди направлена так, щоб протидіяти зміні сили струму. При зростанні сили струму, е.р.с. індукції намагається сповільнити його, при зменшенні, навпаки, підтримує струм в провіднику. Цим пояснюються інерційні властивості котушки індуктивності та її використання у фільтрах низьких частот.

### Реактивний опір
При проходженні через котушку змінного струму вона має реактивний опір, абсолютне значення якого:
{\displaystyle X=\omega L\,},
де {\displaystyle \omega } — циклічна частота струму.

### Активний опір
Активний опір (опір втрат) котушки складається з:
- опору, що чинить провідник проходженню струму високої частоти. Цей опір визначається омічною складовою, що залежить від довжини і товщини дроту намотки, проявом скін-ефекту та ефекту близькості витків, які призводять до зменшення ефективного перерізу провідника котушки;
- опору, що привносять діелектричні втрати в ізоляції дроту та каркасі;

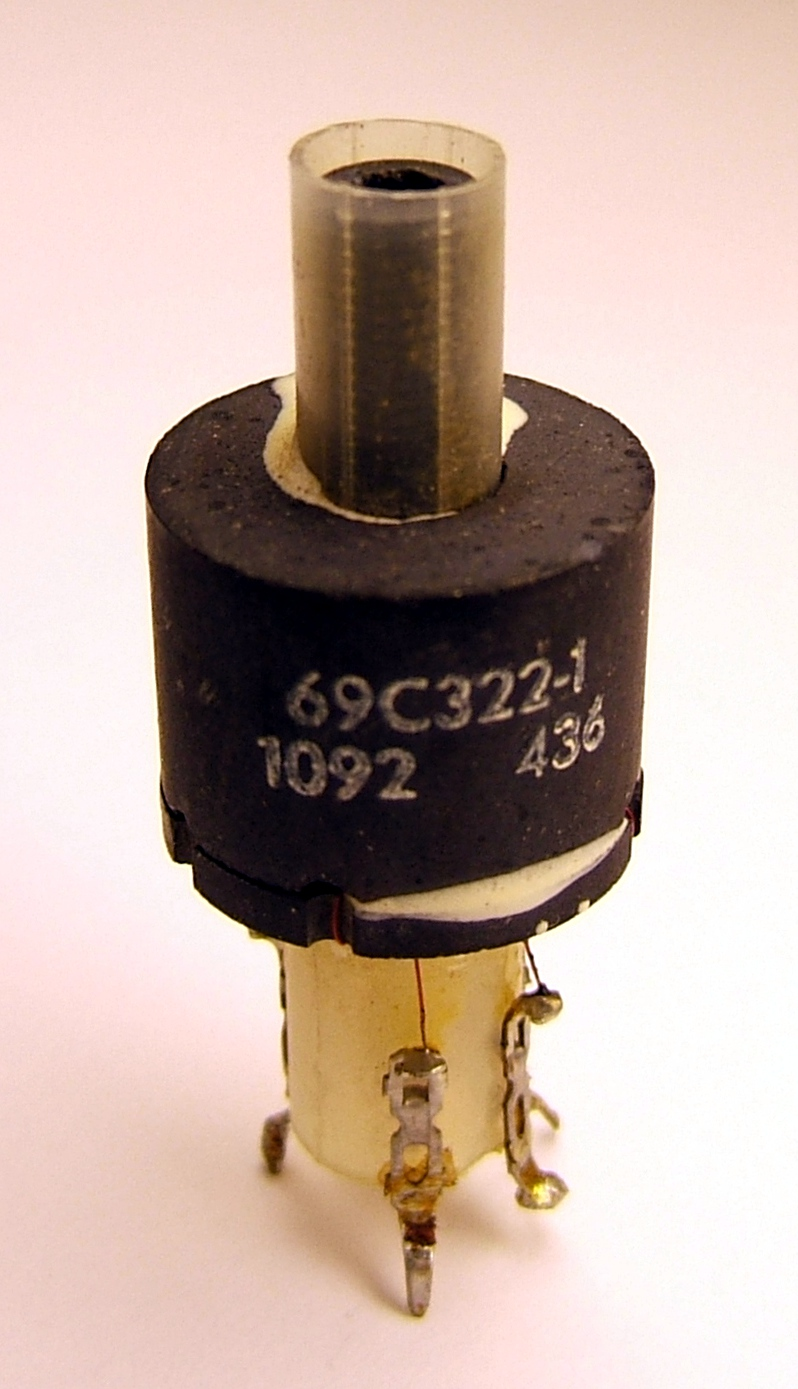
Індукційна котушка із змінною індуктивністю (осердя рухається по різьбі)

- Індукційна котушка із змінною індуктивністю (осердя рухається по різьбі)опору, що спричиняється власною ємністю котушки;
- опорів, спричинених втратами на вихрових струмах, що виникають в екранах, осердях, витках сусідніх обмоток тощо.

Зазвичай, активний опір котушки бажано зробити якомога меншим, оскільки він впливає на характеристики котушки, й саме на ньому при проходженні струму виділяється тепло за законом Джоуля-Ленца, що призводить до втрат енергії.

### Час перехідного процесу
При замиканні або розмиканні кола з котушкою індуктивності, сила струму у колі встановлюється не одразу, а поступово. Постійна часу такої зміни визначається формулою
{\displaystyle \tau ={\frac {L}{R}}},
де R — активний опір кола, зокрема у випадку кола, що складається тільки з котушки індуктивності — активний опір котушки. Час перехідного процесу тим більший чим більша індуктивність котушки і менший активний опір.

### Рівняння для ланки кола з котушкою індуктивності
{\displaystyle L{\frac {dI}{dt}}+IR=U},
де {\displaystyle U} — прикладена напруга; R — активний опір котушки.

## Індуктивність
Індуктивність котушки залежить від числа витків, довжини та діаметра котушки, наявності та типу осердя та наявності екрану. У залежності від призначення індуктивність котушок може бути від декількох наногенрі (нГн) до декількох десятків генрі (Гн). Допустиме відхилення (точність) індуктивності котушок, призначених для контурів з резонансним налаштуванням, повинна бути не меншою за 0,2…0,5%. Точність котушок зв'язку, дроселів тощо, які працюють не на резонансних частотах може становити 10…15%. Осердя із феромагнітних матеріалів (феродіелектриків) та феритів підвищують величину індуктивності і дають можливість в певних межах регулювати її величину введенням та виведенням осердя.  На надвисоких частотах, коли феродіелектрики втрачають високу магнітну проникність і різко збільшують втрати, застосовуються металеві (латуні) осердя.
Розрахунок значення індуктивності можна провести за емпіричними формулами:
1. Розрахунок величини індуктивності для котушки з одношаровою намоткою:
{\displaystyle L=0,001{\frac {D^{2}N^{2}}{m+0,44}}} [ мкГн],
де D — діаметр котушки, мм; m — довжина котушки, мм; N — кількість витків.
2. Індуктивність багатошарової котушки визначають за формулою:

Схема послідовного сполучення котушок індуктивності. Струм, що протікає через кожну котушку однаковий (див. Послідовне і паралельне з'єднання провідників)

Схема паралельного сполучення декількох котушок індуктивності. Напруга на всіх котушках є однаковою

{\displaystyle L=0,008{\frac {D^{2}N^{2}}{3D+9m+10h}}} [мкГн],
D — середній діаметр котушки, мм; D = (Dзовн+Dвнутр)/ 2; m — довжина котушки, мм; N — кількість витків; h — висота котушки, мм.
3. При використанні замкненого осердя броньового типу індуктивність котушки дорівнює:
{\displaystyle L=0,4\pi {\frac {N^{2}{\tilde {\mu }}S}{m_{c}}}10^{-2}} [мкГн],
S — переріз осердя, см²; mc — середня довжина силової лінії, см; {\displaystyle {\tilde {\mu }}} — динамічна магнітна проникність. Вона приблизно дорівнює проникності μ, що вимірюється при постійному струмі і може бути визначена з довідника залежно від матеріалу осердя.
4. При послідовному сполученні котушок в електричних схемах загальна індуктивність дорівнює сумі індуктивностей всіх сполучених котушок:
{\displaystyle L=L_{1}+L_{2}+\cdots +L_{n}=\sum _{i=1}^{n}L_{i}}.
При паралельному сполученні котушок загальна індуктивність дорівнює:
{\displaystyle L={\frac {1}{{\frac {1}{L_{1}}}+{\frac {1}{L_{2}}}+\cdots +{\frac {1}{L_{n}}}}}={\frac {1}{\sum _{i=1}^{n}{\frac {1}{L_{i}}}}}}.

## Добротність котушки
Добротність коливального контуру визначається головним чином добротністю котушки індуктивності. Добротність котушки дорівнює відношенню її реактивного і активного опорів, тобто, на частоті {\displaystyle \omega }
{\displaystyle Q={\frac {\omega L}{R}}},
де L — індуктивність котушки, а R — її активний опір.
Зазвичай добротність перебуває в межах від 50 до 300. Добротність котушки обмежена різними причинами. Частина енергії магнітного поля котушки індуктивності витрачається на нагрівання провідника, тому більшу добротність мають котушки, намотані спеціальним багатожильним проводом — літцендратом.
Деяка частина магнітного потоку розсіюється, не замикаючись на витки котушки. Застосовуючи магнітні осердя, цього можна уникнути і зменшити кількість витків, отже, підвищити її добротність. На добротність котушки впливає також матеріал каркаса. Найменші втрати енергії дають каркаси, виготовлені з матеріалу, що відзначається високими діелектричними властивостями, наприклад з високочастотної кераміки (радіофарфор, радіостеатит), високомолекулярних матеріалів (полістирол, преспорошки). Нижчу добротність мають котушки, намотані на дерев'яних каркасах, каркасах з гетинаксу, картону або текстоліту.
Вплив температури на добротність обумовлюється зміною опору провідника і для котушки з мідного дроту добротність зменшується приблизно на 10% на кожні 30 °C підвищення температури. При високих температурах виникає додаткове зниження добротності, пов'язане зі зростанням діелектричних втрат у каркасі.

## Власна ємність котушки
Між витками котушки індуктивності є деяка розподілена ємність. Із збільшенням числа витків зростає її власна ємність і котушка утворить коливальний контур, частота коливань у якому носить назву власна частота котушки. Найменшу власну ємність мають одношарові котушки із певним кроком намотки. Котушки з намоткою внапусток мають максимальну власну ємність. Спеціальні види багатошарового намотування, наприклад «універсал», значно зменшують власну ємність котушок. Меншу власну ємність мають також секційовані котушки. Наявність власної ємності призводить до зменшення добротності котушки, скорочує діапазон перекриття контуру за частотою, зменшує стабільність.
Для послаблення поверхневого ефекту обмотковий провід котушок вкривають тонким шаром срібла і намотують літцендратом.
Для послаблення взаємодії між котушками різних контурів їх екранують. Екрани зазвичай виготовляють із алюмінію. Металеві екрани, усуваючи зворотні зв'язки між контурами, погіршують їх властивості. Оскільки екран можна замінити еквівалентним короткозамкненим витком, то зрозуміло, що цей виток забирає з контуру певну частину енергії, знижуючи тим самим його добротність. Крім того, екран підвищує власну ємність контуру. Металеві екрани зменшують також величину індуктивності котушок.

## Температурний коефіцієнт індуктивності
Температурний коефіцієнт індуктивності (TKL) — це параметр, що характеризує залежність індуктивності котушки від температури, записується як відношення відносної зміни індуктивності {\displaystyle {\frac {\Delta L}{L}}} до інтервалу температур, що спричинив цю зміну:
{\displaystyle TKL={\frac {\Delta L}{L\Delta T}}}
Температурна нестабільність індуктивності обумовлена низкою факторів: при нагріванні зростає довжина і діаметр провідника обмотки, змінюються розміри і форма каркаса, в результаті чого змінюється крок і діаметр витків; крім цього при зміні температури змінюється діелектрична проникність матеріалу каркаса, що веде до зміни власної електричної ємності котушки. Суттєвим є також вплив температури на магнітну проникність феромагнетика осердя.

## Різновиди котушок індуктивності

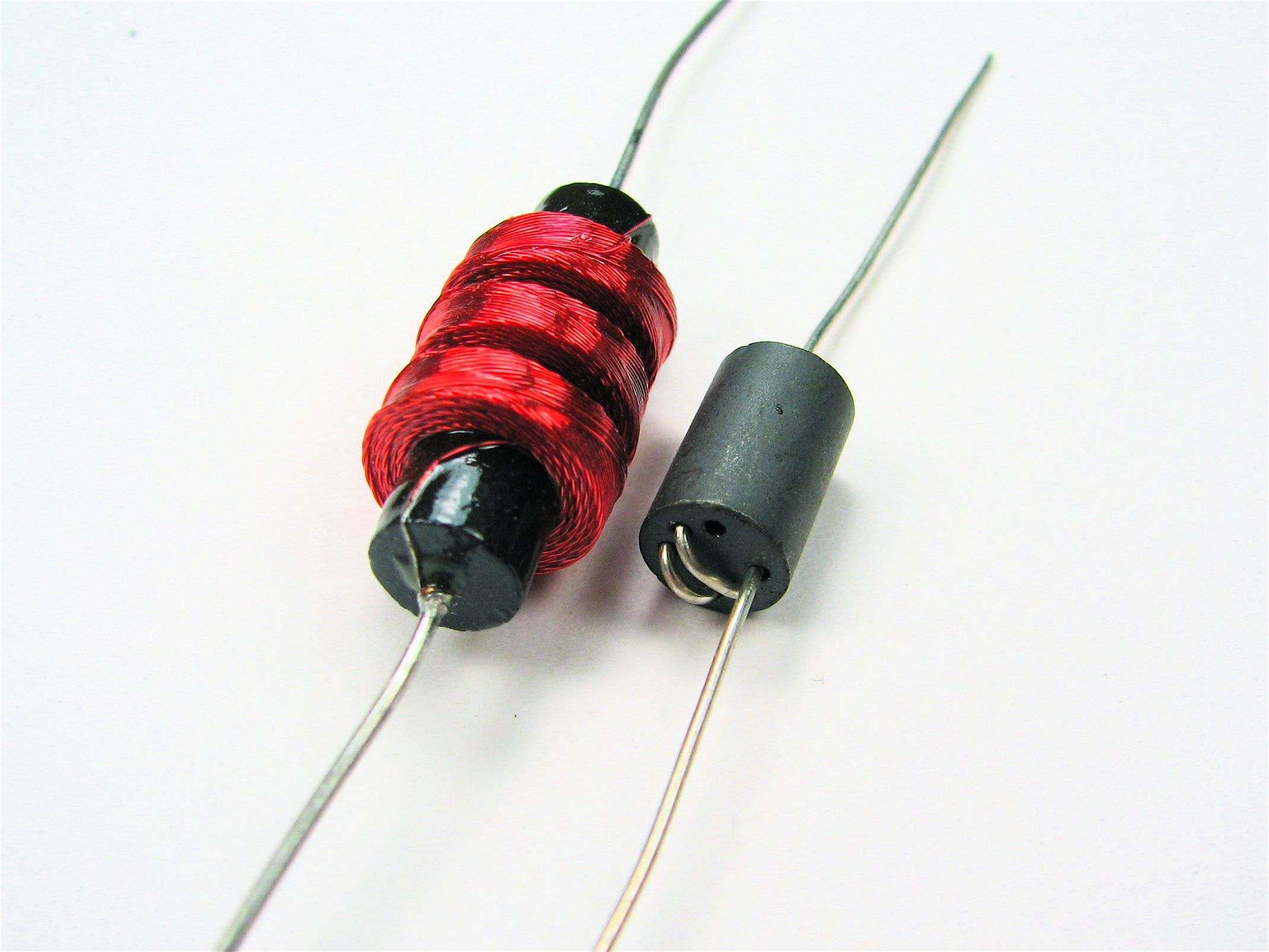
Дроселі радіочастотного діапазону з феритовими осердями

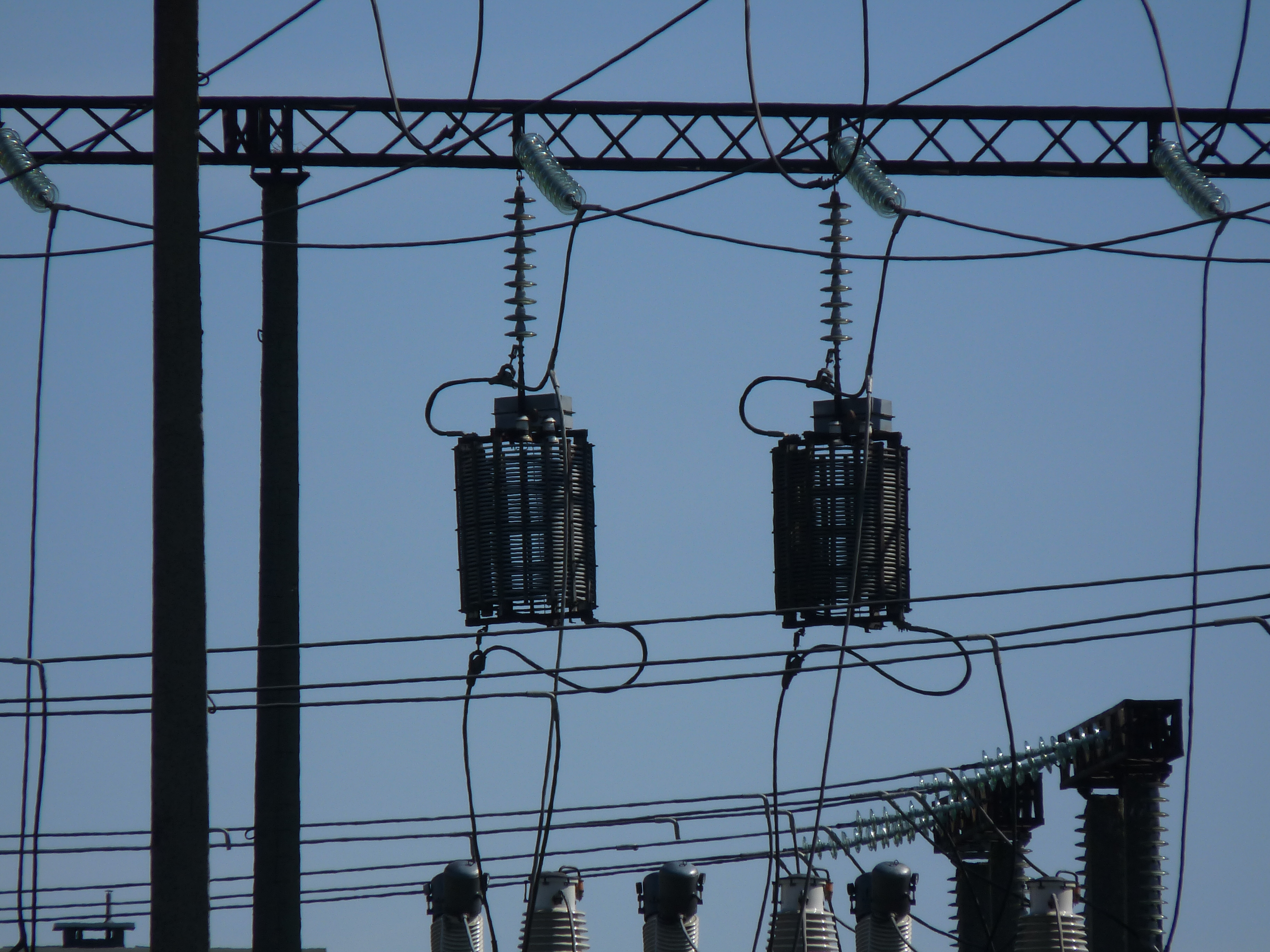
Струмообмежувальні реактори у лініях електропередач

### Контурні котушки індуктивності

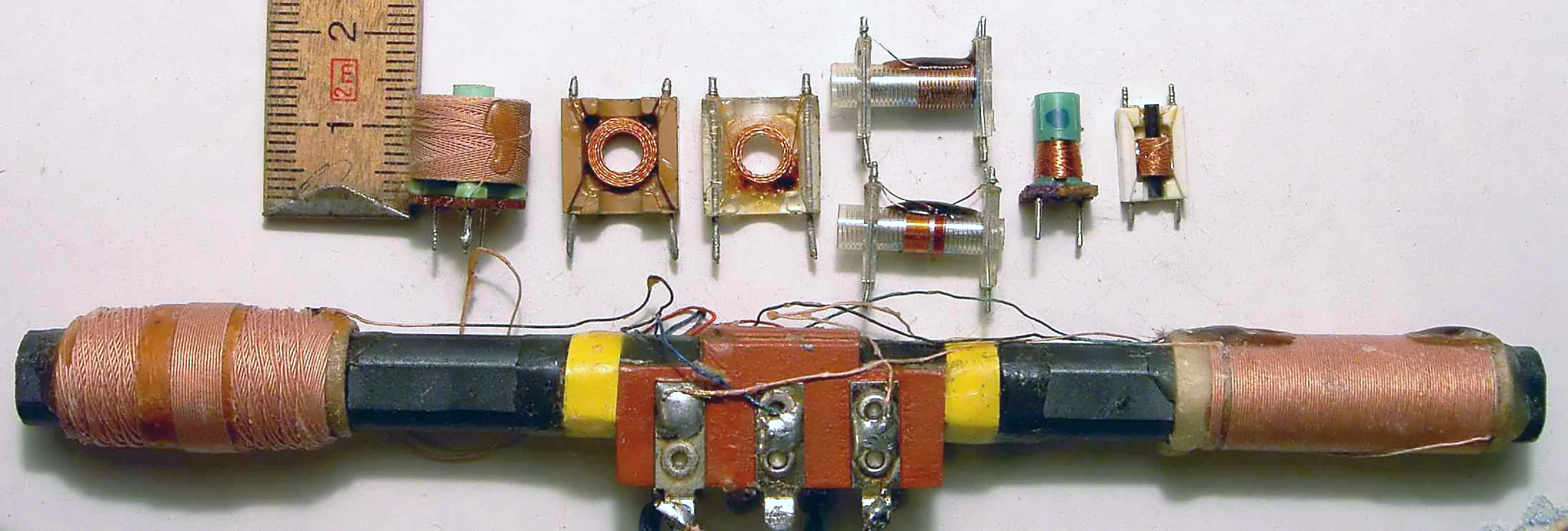
Різні котушки індуктивності для радіоапаратури

Ці котушки використовуються спільно з конденсаторами для отримання резонансних контурів. Вони повинні мати високу стабільність, точність і добротність.

### Котушки зв'язку
Котушки зв'язку застосовуються для забезпечення індуктивного зв'язку між окремими колами і каскадами. Такий зв'язок дозволяє розділити по постійному струму кола бази і колектора і т. д. До таких котушок не ставляться жорсткі вимоги щодо добротності й точності, тому вони виконуються з тонкого дроту у вигляді двох обмоток невеликих габаритів. Основними параметрами цих котушок є їх індуктивність і коефіцієнт зв'язку між ними.

### Варіометри
Це котушки, індуктивність яких можна змінювати безпосередньо під час роботи для переналаштування коливальних контурів. Зміну індуктивності у широких межах можна здійснити наступними способами:
- плавною зміною числа витків одношарової циліндричної котушки за допомогою ролика або щітки, що ковзають по поверхні дроту (індуктивність може змінюватись у 30-80 разів);
- зміною взаємної індуктивності між двома сполученими паралельно або послідовно котушками (можлива зміна індуктивності становить 3-5 разів);
- переміщенням уведеного в котушку магнітного (для фероваріометрів зміна індуктивності досягає 80 разів) або немагнітного (зміна індуктивності до 2-3 разів) осердя;
- зміною магнітної проникності магнітного осердя за допомогою підмагнічування (зміна індуктивності до 100 разів).

### Дроселі
Це котушки індуктивності, що мають високий опір до змінного струму і малий опір до постійного. Застосовуються в колах живлення радіотехнічних пристроїв як фільтрувальний елемент. Для мереж живлення з частотами 50-60 Гц виконуються на осердях з трансформаторної сталі. На більш високих частотах також застосовуються осердя з пермалою або фериту. Особливий різновид дроселів — завадогамівні феритові циліндри (намистини) на дроті.

### Електричні реактори
Електричний реактор — електричний апарат у вигляді котушки індуктивності, яка призначена для використання її у силових електричних колах. Використовуються для обмеження струму при, наприклад, короткому замиканні ліній електромереж. Реактори використовують також для обмеження пускових струмів синхронних електродвигунів та як споживачі реактивної потужності для підвищення пропускної спроможності ліній електропередач тощо.

## Умовні графічні познаки котушок індуктивності
Незалежно від реальної конструкції котушки індуктивності зображають на принципових електричних схемах, як показано нижче на рисунках.

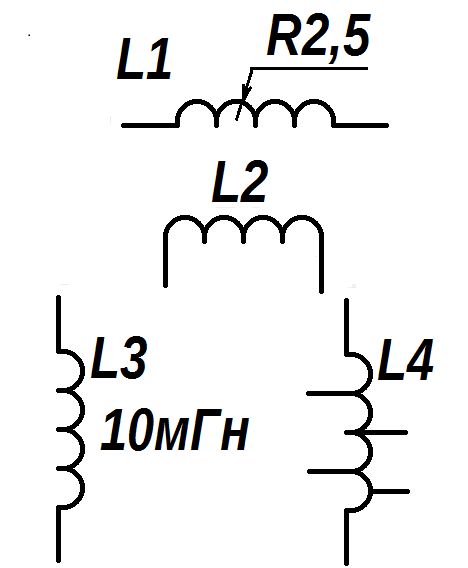
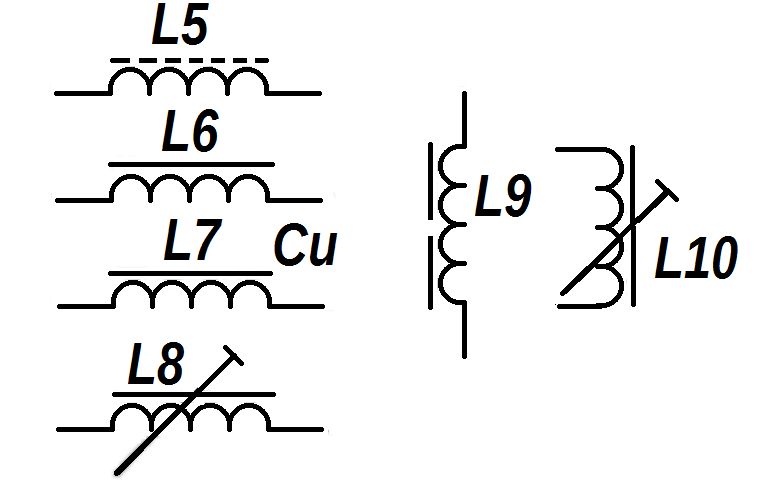
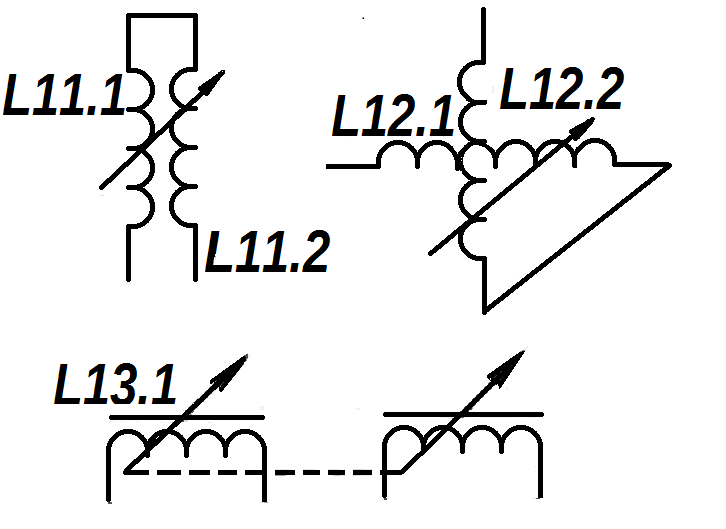

Кількість півкіл (дуг) в умовній графічній познаці (УГП) котушок і дроселів може бути довільною. Найчастіше кількість півкіл обирають рівною чотирьом або ж у залежності від зручності їх сполучення на принципових схемах із познаками інших елементів (резисторів, конденсаторів тощо). Залежно від конфігурації принципової схеми виводи обмотки спрямовують або в один бік (L2, L10), або у протилежні сторони (L1, L3, L4, L5). Якщо необхідно показати відвід, то лінію електричного зв'язку приєднують у місці сполучення півкіл або посередині одного з них (L4), при чому крапка у місці сполучення не ставиться.
Літерно-цифрова позиційна познака котушок і дроселів містить літеру L і порядковий номера елемента за схемою. Поряд (вище або справа) можна вказувати індуктивність, зазвичай у мілігенрі чи мікрогенрі (L3).
Якщо котушка чи дросель має магнітопровід, УГП доповнюють відрізком суцільної або пунктирної лінії, розташованої із «зовнішнього» боку півкіл. При цьому магнітопроводи з карбонільного заліза, сендасту чи інших магнітодіелектричних матеріалів зображують штриховою лінією (L5), з фериту або феромагнітного сплаву (електротехнічна сталь, пермалой) — суцільною лінією (L6). Магнітопроводи з немагнітних матеріалів (міді, алюмінію тощо) позначають як і феромагнітні, але поряд з УГП вказують символ хімічного елемента металу (L7).
Можливість підлаштовування індуктивності зміною розташування магнітопроводу відносно обвитки, зазначають на схемах знаком такого регулювання — рискою з поперечиною що перетинає УГП котушки під кутом 45° (L8, L10). Якщо є необхідність звернути увагу на наявність зазору у феромагнітному осерді (це роблять для збільшення магнітного опору щоб уникнути насичення магнітопроводу), у символі останнього роблять розрив (L9).
Символи котушок, що входять у варіометр, розташовують на схемах або паралельно (L11.1, L11.2) або перпендикулярно (L12.1, L12.2) і перетинають знаком регулювання. Об'єднання котушок у блок показують штриховою лінією механічного зв'язку, що сполучає знаки регулювання (L13.1, L13.2).